# Austrolittorina unifasciata
Austrolittorina unifasciata là một loài ốc biển, là động vật thân mềm chân bụng sống ở biển trong họ Littorinidae.

## Miêu tả
Loài này có kích thước giữa 10 mm và 25 mm

## Phân bố
Chúng phân bố ở Biển Coral dọc theo Queensland, Australia và ở Ấn Độ Dương dọc theo Tây Úc

## Hình ảnh

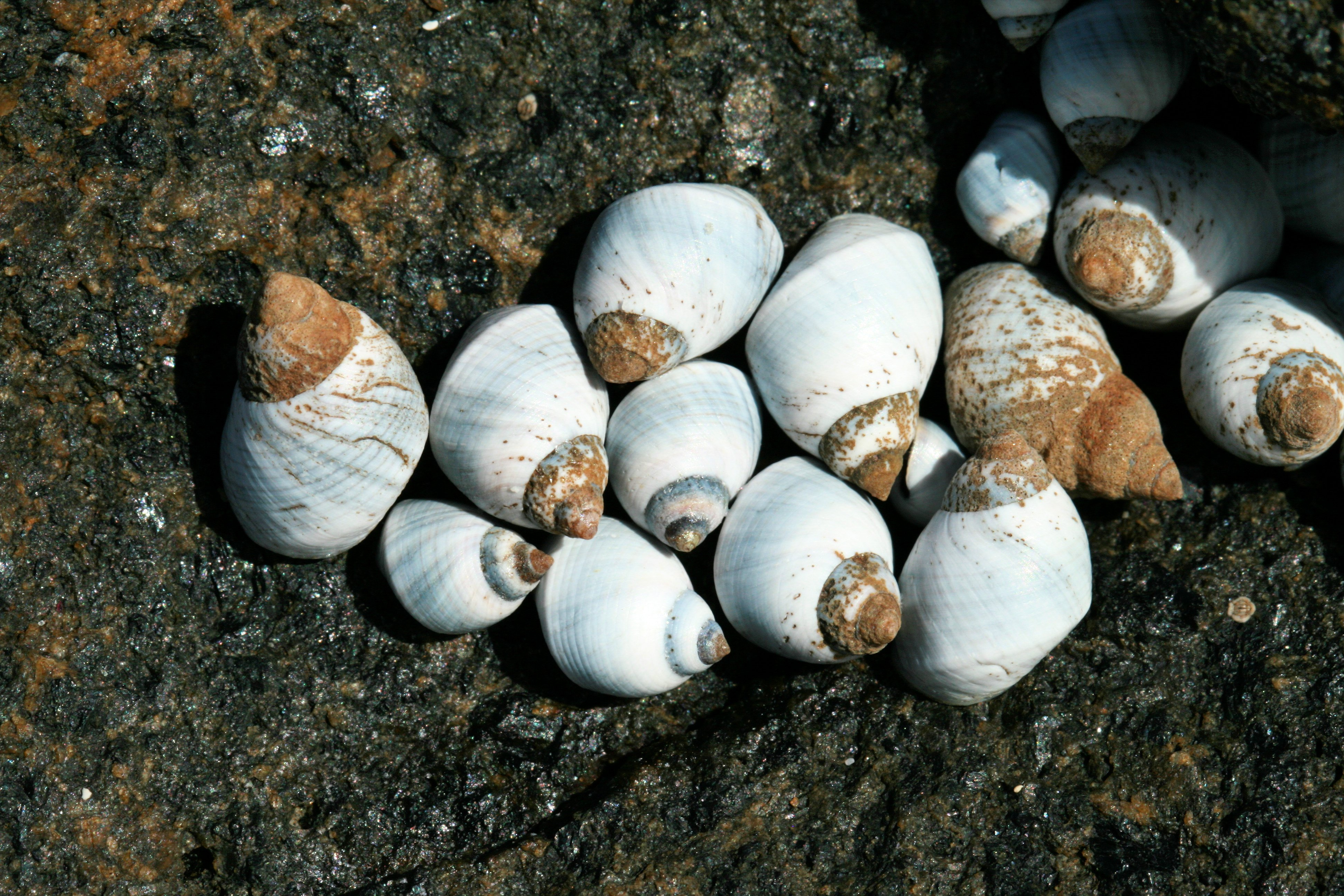
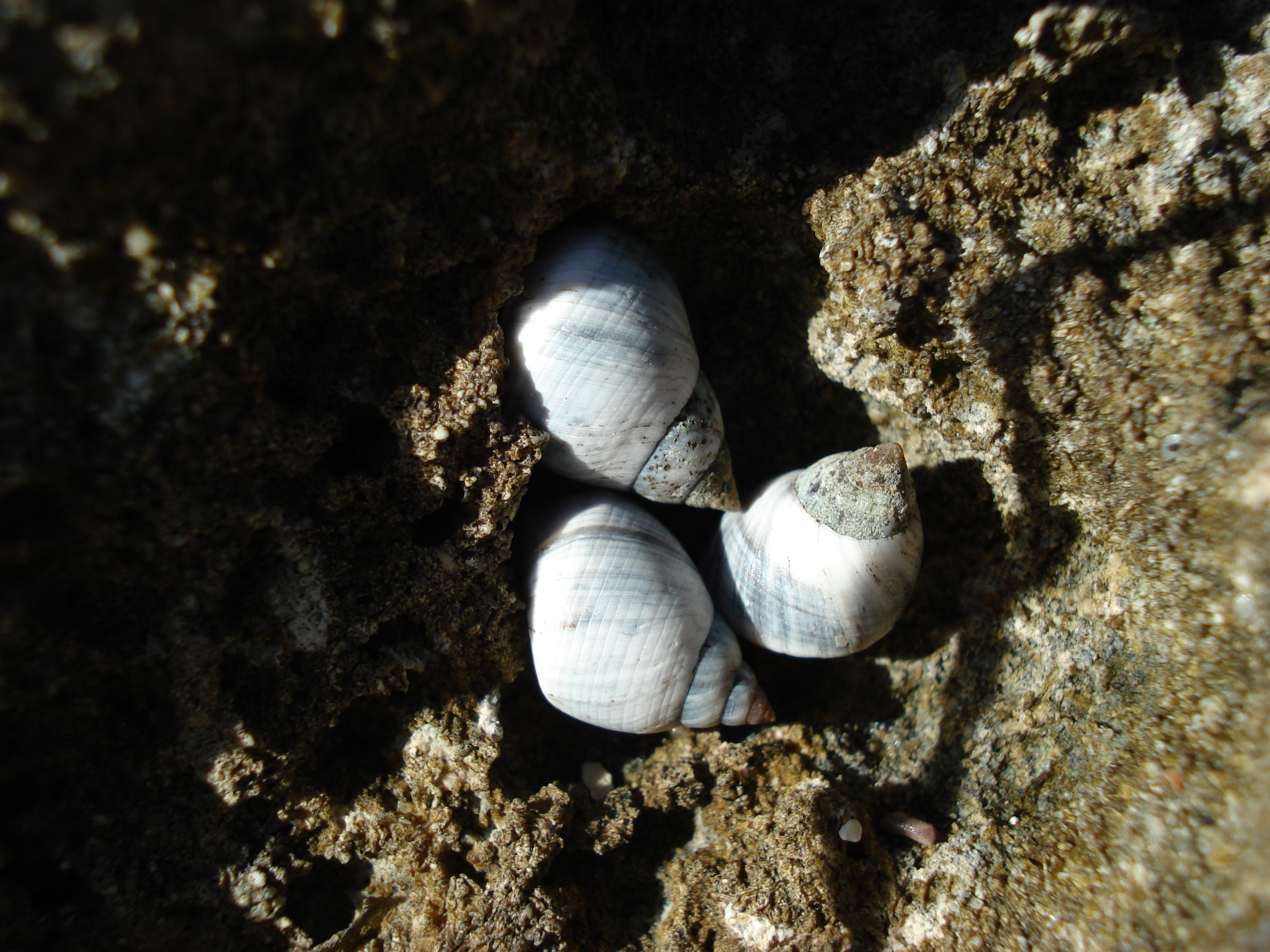
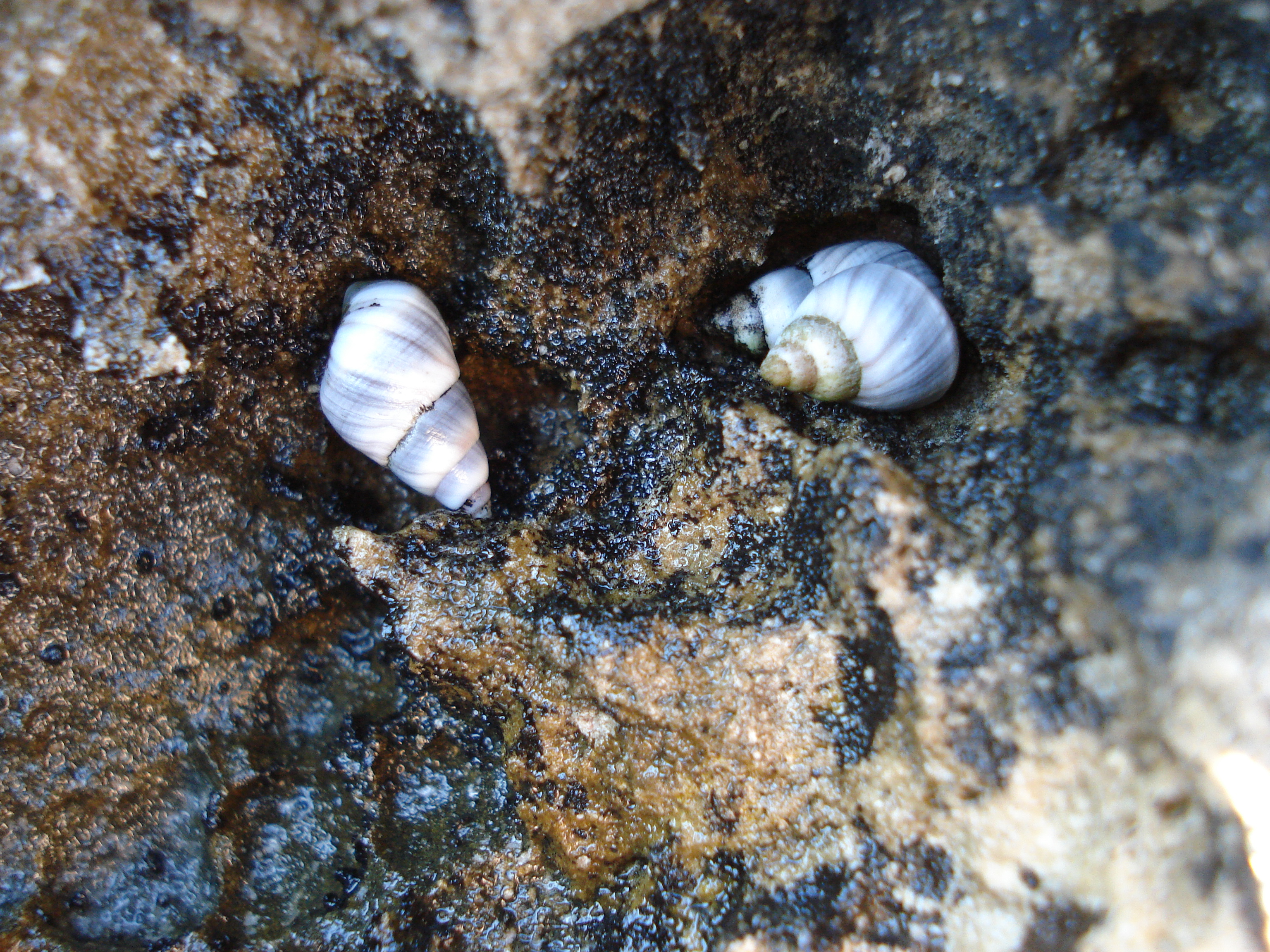
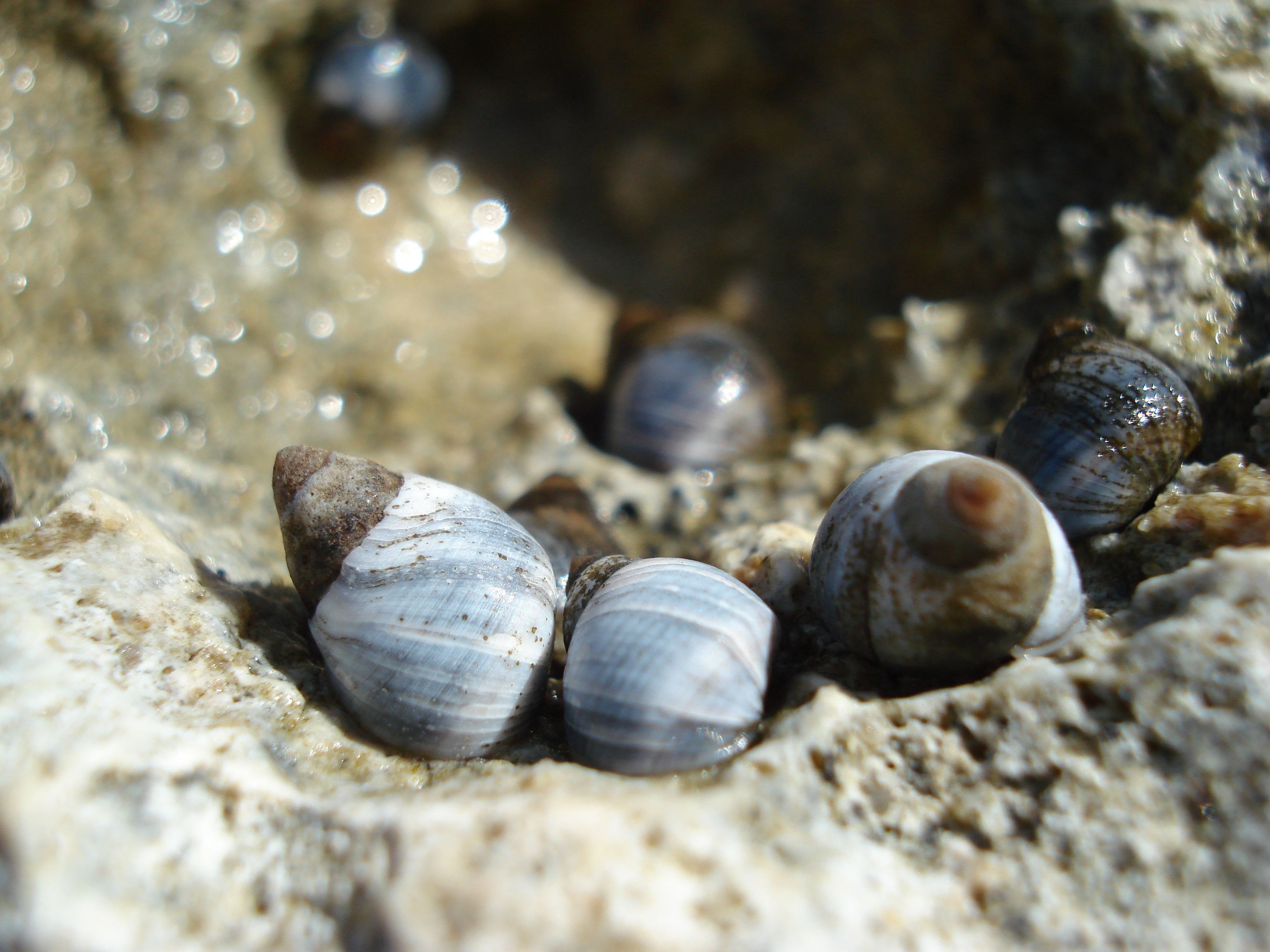